# Filippo Capone
(Terenzio Mamiani sul Capone, 1851)
Filippo Capone (Montella, 25 maggio 1821 – Nocera Inferiore, 11 giugno 1895) è stato un politico italiano.
Fu primo presidente della Corte d'appello, primo presidente onorario della Corte di cassazione, professore di Storia del diritto presso le università di Bologna e Napoli, deputato e poi senatore del Regno d'Italia nella XVI legislatura.

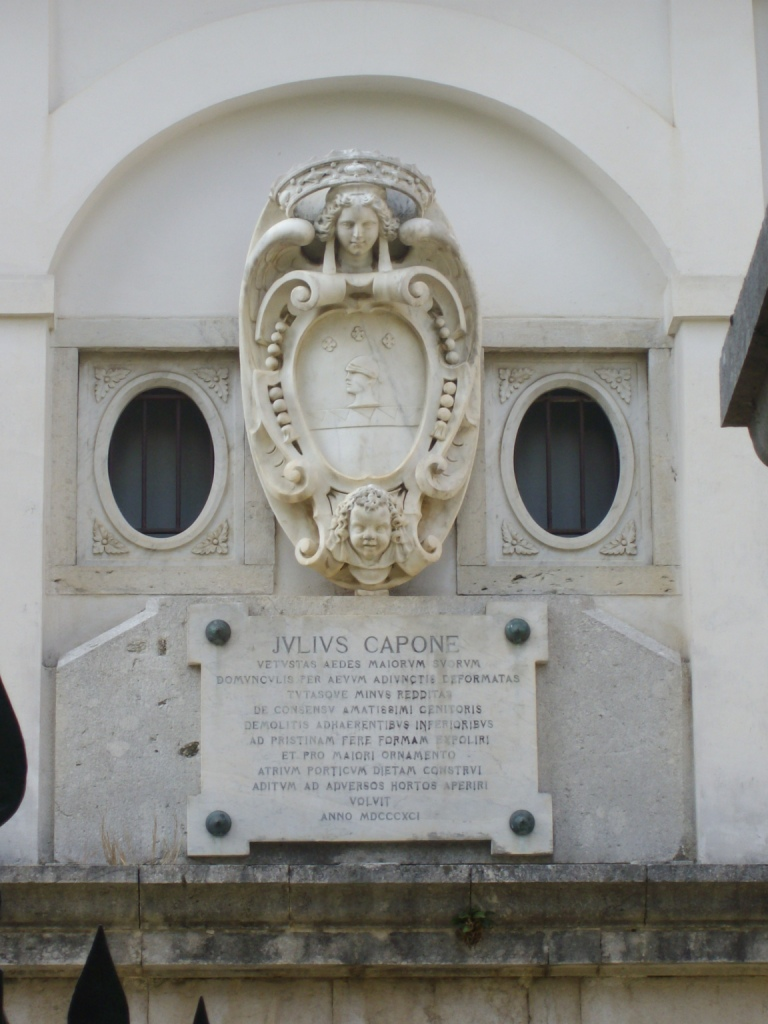
Stemma dei Capone sulla facciata del palazzo di famiglia a Montella.

Nell'autunno del 1849, scoperte le trame degli unitari, per sfuggire alla polizia borbonica fu costretto ad abbandonare clandestinamente il Regno, raggiungendo Genova. Durante l'esilio conobbe Terenzio Mamiani, che lo ebbe subito in alta considerazione e lo volle membro dell'Accademia di filosofia italica da lui presieduta. Nel settembre del 1851 intraprese un viaggio di studio in Francia, visitando negli anni successivi il Belgio, la Svizzera e la Germania. Nel 1856 si stabiliva per qualche tempo a Firenze.